# Anca Grigoraș

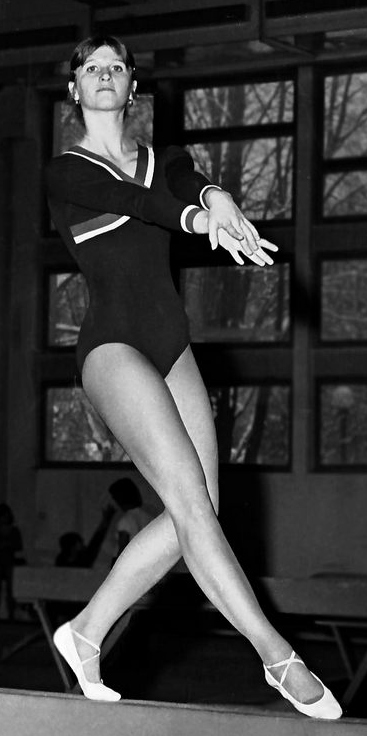
Anca Grigoraș

Anca Grigoraș, nach Heirat Anca Mihăilescu (* 8. November 1957 in Comănești) ist eine ehemalige rumänische Kunstturnerin.

## Leben
Grigoraș begann 1965 mit dem Turnen. 1972 nahm sie an den Olympischen Spielen in München teil und erreichte mit dem rumänischen Team den sechsten Platz. Bei den Europameisterschaften 1973 gewann Grigoraș am Schwebebalken die Bronzemedaille. Außerdem erreichte sie in London am Stufenbarren den sechsten Platz.
1974 wurde Grigoraș mit der rumänischen Mannschaft Vierte bei den Weltmeisterschaften. 1976 nahm sie an den Olympischen Spielen teil. In Montreal gewann Grigoraș mit der rumänischen Mannschaft mit Nadia Comăneci, Mariana Constantin, Georgeta Gabor, Gabriela Trușcă und Teodora Ungureanu die Silbermedaille. Außerdem trat sie im Einzelmehrkampf, am Boden, am Schwebebalken, am Stufenbarren und beim Sprung an, wo sie es aber nicht in das Finale schaffte.
Bei den Weltmeisterschaften 1978 wurde Grigoraș Vize-Weltmeisterin mit der Mannschaft. Ihren letzten internationalen Auftritt hatte sie bei der Universiade 1979.
Nach ihrer Leistungssportkarriere war Grigoraș als Trainerin aktiv, 1990 wurde sie Bundestrainerin. Außerdem war sie Kampfrichterin und Mitglied der technischen Kommission der Union Européenne de Gymnastique.